# Kotiurjînți, Teofipol
Kotiurjînți (în ucraineană Котюржинці) este un sat în comuna Karabiivka din raionul Teofipol, regiunea Hmelnîțkîi, Ucraina.

## Demografie
Componența lingvistică a localității Kotiurjînți
     Ucraineană (99,51%)
     Alte limbi (0,49%)
Conform recensământului din 2001, majoritatea populației localității Kotiurjînți era vorbitoare de ucraineană (99,51%), existând în minoritate și vorbitori de alte limbi.